# Hespagarista interjecta
Hespagarista interjecta är en fjärilsart som beskrevs av John Obadiah Westwood 1877. Hespagarista interjecta ingår i släktet Hespagarista och familjen nattflyn. Inga underarter finns listade i Catalogue of Life.